# Любич-Дольни
Любич-Дольни (пол. Lubicz Dolny) — село в Польщі, у гміні Любич Торунського повіту Куявсько-Поморського воєводства.
Населення — 2956 осіб (2011).
У 1975-1998 роках село належало до Торунського воєводства.

## Демографія
Демографічна структура станом на 31 березня 2011 року:
|          | Загалом | Допрацездатний вік | Працездатний вік | Постпрацездатний вік |
| -------- | ------- | ------------------ | ---------------- | -------------------- |
| Чоловіки | 1450    | 354                | 992              | 104                  |
| Жінки    | 1506    | 308                | 966              | 232                  |
| Разом    | 2956    | 662                | 1958             | 336                  |